# Mihail Florescu
Mihail Florescu (nume la naștere Iacobi Iancu; n. 28 ianuarie 1912, Roman – d. 25 februarie 2000, București), a fost un general, inginer chimist, comunist român de origine evreiască. A activat în ilegalitate în PCR, iar în regimul comunist a deținut diferite funcții de stat, inclusiv ceea de ministru al petrolului și chimiei. De asemenea, a avut o bogată și fructuoasă activitate științifică și literară.

## Biografie
Mihail Florescu (n. Iacobi Iancu) s-a născut la data de 28 ianuarie 1912 în orașul Roman, într-o familie de evrei. A studiat la Facultatea de Științe a Universității din București (astăzi Institutul de Chimie Industrială) între anii 1930-1934, cu profesorii Gheorghe Longinescu, Ștefan Minovici, Eugen Angelescu și N. Dănăilă, obținând diploma de inginer chimist.
A fost membru al PCR în ilegalitate. A făcut parte din lotul de comuniști români care a luptat în Spania în anul 1937 de partea republicanilor, alături de Petre Borilă, Mihai Burcă, Constantin Doncea, Valter Roman și Gheorghe Stoica. După înfrângerea trupelor republicane, unii voluntari români au rămas câteva luni în Spania, Mihail Florescu fiind comandant militar al grupului cantonat la Cassà de la Selva. După ocuparea Barcelonei de către naționaliști, internaționaliștii au trecut granița franco-spaniolă și, începând cu 7 februarie 1930, au fost internați în lagărul de la Argelès-sur-Mer din sudul Franței. O parte din ei, precum Mihail Florescu și Mihai Patriciu, au evadat și au luptat în rezistența franceză până în anul 1944, dată după care au reușit să se reîntoarcă în România.
A făcut parte din comitetul de conducere al Asociației Foștilor Voluntari Români din Armata Republicană Spaniolă înființată la 25 octombrie 1945.
În 1946, Mihail Florescu a fost ales ca deputat permanent în Marea Adunare Națională. La propunerea lui Gheorghe Gheorghiu-Dej, în 27 iulie 1948 a fost încadrat în Direcția Superioară Politică a Armatei, deși această instituție a primit oficial numele abia la 5 octombrie 1948.
A deținut funcția de ministru adjunct la Ministerul Metalurgiei și Industriei Chimice, Sectorul Industriei Chimice (1951-1952), ministru al industriei chimice (1952-1957) și apoi pe cea de ministru al industriei petrolului și a chimiei (1957-1965).
În perioada 1965-1968, Mihail Florescu a deținut funcția de șef al secției de industrie al CC al PCR, după care a fost numit vicepreședinte al Consiliului Economic (1968-1970), ministrul industriei chimice (1970-1980), ministru secretar de stat, vicepreședinte al Consiliului Național pentru Știință și Tehnologie (1980).
A fost membru al Academiei de Științe din România și al Academiei de Științe din New York (din 1955). A fost membru al Academiei de Științe Politice și Sociale (1970), iar în 1973 a fost ales membru corespondent al Academiei Române.
În 1980, era vicepreședinte al Consiliului Național pentru Știință și Tehnologie, ministru secretar de stat.
A efectuat studii și cercetări în probleme de structură și filozofie a materiei, în domeniul științelor naturii, științelor tehnice, sociale și filozofice. A elaborat și aplicat metode științifice care au contribuit la organizare și dezvoltarea industriei chimice din România, la dezvoltarea cu precădere a industriei petrochimice, cea mai importantă ramură a industriei chimice. A dezvoltat lucrările de foraj și extracție și a pus bazele moderne ale noilor rafinării și platforme petrochimice. Anticipând transformările continue și constante ale proceselor tehnologice din industria chimică, a promovat numeroase generații de tineri chimiști care au contribuit la dezvoltarea industriei chimice din România. Mihail Florescu a avut un băiat, Alexei Florescu, căsătorit cu Arh. Tomnița Florescu, asistentǎ la Univ. Ion Mincu, București.
În tinerețe a practicat alergările de semifond. A jucat un rol hotărâtor în înființarea și organizarea clubului militar CCA (1948). În 1955 este numit președinte al Federației Române de Atletism pe care a deținut-o până în 1982 (cu excepția perioadei 1962-1968). La inițiativa sa, în 1992 a fost înființată Fundația „Atletismul Românesc” al cărei președinte de onoare a fost ales.
Mihail Florescu a decedat în anul 2000.

## Lucrări publicate
- Voluntarii (două volume: „Spre Spania” și „Pe Ebrul însângerat”, 1945-1946)
- Momente din mișcarea de rezistență franceză (1946)
- Avântul industriei chimice (1956)
- Industria chimică și petrolieră din România (2 vol., 1970)
- The role of the analytical chemistry in the development of modern chemical industry. Pure and applied chemistry reprint (London, vol. 31, 1971)
- Eficiența economică a cercetării științifice (1972)
- Chimia și valențele ei cu agricultura (1972)
- Materia sau realitatea obiectivă (1972)
- Industria chimică și petrochimică din România (1972)
- Resursele mondiale și limitele lor (1975)
- Dimensiunile cunoașterii  (1977)
- Tendințe în dezvoltarea industriei chimice (1977)
- Metode științifice în dezvoltarea industriei chimice moderne (1979)
- Materie și mișcare (1980)
- Economia mondială - orizont 2000 (1980)
- Cibernetică automatică și informatică în industria chimică (1980)
- Strategia dezvoltării în chimie (1981)
- Cibernetică (1981)
- Modelarea și simularea asistate pe calculator în industria petrolieră (1986)[10]

## Distincții
- Medalia „A cincea aniversare a Republicii Populare Române” (24 decembrie 1952) „pentru lupta și munca duse în vederea făuririi, consolidării și prosperării Republicii Populare Române”[11]
- Ordinul Muncii clasa a II-a (21 august 1954) „pentru merite deosebite pe tărîmul construcției de stat, economice, sociale și culturale, cu ocazia celei de a zecea aniversări a eliberării patriei noastre”[12]
- Ordinul „Steaua Republicii Populare Romîne” clasa I (30 decembrie 1957) „cu ocazia celei de a zecea aniversări a proclamării Republicii Populare Romîne și pentru merite deosebite în îndeplinirea sarcinilor date de Partidul Muncitoresc Romîn, pentru merite deosebite pe tărîmul construcției de stat, economice, sociale, culturale și obștești”[13]
- Ordinul „23 August” clasa a II-a (12 august 1959) „pentru îndelungată activitate în mișcarea muncitorească, pentru contribuția activă la răsturnarea dictaturii militaro-fasciste și instaurarea regimului democrat-popular, pentru merite deosebite în opera de construire a socialismului”[14]
- Medalia „40 de ani de la înființarea Partidului Comunist din Romînia” (6 mai 1961) „pentru activitate îndelungată în mișcarea muncitorească și merite în opera de construire a socialismului”[15]
- Ordinul Apărarea Patriei, Clasa II-a[16]
- Ordinul „23 August” clasa I (18 august 1964) „pentru merite deosebite în opera de construire a socialismului, cu prilejul celei de a XX-a aniversări a eliberării patriei”[17]
- Ordinul „Tudor Vladimirescu” clasa a II-a (30 aprilie 1966) „cu prilejul celei de-a 45-a aniversări de la înființarea Partidului Comunist din România, pentru îndelungată activitate în mișcarea muncitorească și merite deosebite în opera de construire a socialismului”[18]
- titlul de Erou al Muncii Socialiste și medalia de aur „Secera și ciocanul” (4 mai 1971) „cu prilejul aniversării a 50 de ani de la constituirea Partidului Comunist Român, [...] pentru activitate îndelungată în mișcarea muncitorească și merite deosebite în opera de construire a socialismului în patria noastră”[19]
- Ordinul „Apărarea Patriei” clasa I (7 mai 1981) „pentru rezultatele obținute în îndeplinirea cincinalului 1976–1980, pentru contribuția deosebită adusă la înfăptuirea politicii Partidului Comunist Român de făurire a societății socialiste multilateral dezvoltate în patria noastră, cu prilejul aniversării a 60 de ani de la făurirea Partidului Comunist Român”[20]